# Dinumma deponens
Dinumma deponens là một loài bướm đêm trong họ Noctuidae.